# Galería Nacional de Arte de Pakistán
La Galería Nacional de Arte de Pakistán es la primera pinacoteca nacional del país, situada en Islamabad.  Está construida en una pequeña colina frente al Majlis-e-Shoora (el Parlamento de Pakistán) y el Aiwan-e-Sadr (la Casa del Presidente). 
Abrió sus puertas al público el domingo 26 de agosto de 2007, y forma parte de una organización más amplia denominada Consejo Nacional de las Artes de Pakistán, presidido a fecha de 2017 por Jamal Shah.

## Diseño
En un concurso nacional de diseño celebrado en 1989, el diseño de Suhail Abbasi y Naeem Pasha, de M/s Suhail & Pasha, Architects & Planning Consultants Islamabad, fue seleccionado para la construcción de la Galería Nacional de Arte. Su cubo modernista de ladrillo es un modelo de pureza y funcionalidad miesianas.
La galería, con una superficie cubierta de 1.800 metros cuadrados, cuenta con 14 galerías con zonas de exposición adyacentes, salas de conferencias, talleres y almacenes, laboratorios y una biblioteca. La galería, de cuatro plantas, cuenta con modernas instalaciones, como un auditorio con capacidad para 400 personas, un teatro, instalaciones escénicas y un teatro al aire libre.